# Pure2 -Ultimate Cool Japan Jazz-
『Pure2 -Ultimate Cool Japan Jazz-』（ピュア2 -アルティメット・クール・ジャパン・ジャズ-）は、2011年5月25日にフィックスレコードからSACDハイブリッド盤としてリリースされたサウンドトラック。

## 概要
AQUAPLUSおよびLeafから発売されたパソコンゲーム・テレビゲームおよびそれらを原作とするアニメ作品で使用された主題歌・BGMアレンジしたサウンドトラック「Pure -AQUAPLUS LEGEND OF ACOUSTICS-」の流れを汲む作品として企画・作成されたサウンドトラックである。プロデューサー・ミキシングエンジニアは橋本まさし、エグゼクティブプロデューサーは下川直哉、アレンジャーは小林俊太郎（Shuntaro）、ボーカルはSuara（フィックスレコード）。
ジャズというジャンルを設定したきっかけは、橋本の持ち寄ったジャズのマスター音源を下川が試聴して感銘を受けたことである。ジャズアレンジは、「原曲が何の曲か分からなくならないようにする」・「メロディーを吸収した状態で一体感のあるジャズになっていること」・「原曲が持っている温度感を損なわない」など細かい注意点を決めながら進められた。また、「Pure -AQUAPLUS LEGEND OF ACOUSTICS-」とは異なり、本作ではAQUAPLUSおよびLeafのゲーム作品などの主題歌・BGM以外のゲーム音楽・アニメソングからも選曲されている。

## 収録曲
太字はSuaraによるボーカル曲。編曲は全て小林俊太郎。
1. キミガタメ
作詞：須谷尚子、作曲：下川直哉
  - 原曲はPS2ソフト『うたわれるもの 散りゆく者への子守唄』エンディングテーマ。2012年発売のSuaraベストアルバム「The Best〜タイアップコレクション〜」Special Discにも収録された。
2. 君をのせて
作曲：下川直哉
  - 原曲はPCゲームソフト『Routes』ビギニングテーマ。
3. 星想夜曲
作詞：未海、作曲：衣笠道雄
  - 原曲はSuaraの1stシングル「夢想歌」のカップリング。2012年発売のSuaraベストアルバム「The Best〜タイアップコレクション〜」Special Discにも収録された[4]。
4. Brand-New Heart
作曲：中上和英
  - 原曲はPCゲームソフト『To Heart』オープニングテーマ。
5. 届かない恋
作曲：石川真也
  - 原曲はPCゲームソフト『WHITE ALBUM2 -introductory chapter-』オープニングテーマ。
6. トモシビ
作詞・作曲：巽明子
  - 原曲はTVアニメ『ToHeart2』エンディングテーマ。2012年発売のSuaraベストアルバム「The Best〜タイアップコレクション〜」Special Discにも収録された。
7. 夢であるように
作詞：池森秀一、作曲：DEEN
  - 原曲はPSソフト『テイルズ オブ デスティニー』主題歌。
8. 君のままで
作曲：中上和英
  - 原曲はTVアニメ『こみっくパーティー』オープニングテーマ。
9. Tears to Tiara -凱歌-
作詞：須谷尚子、訳詞：Naoko.O、作曲：豆田将
  - 原曲はPCソフト『Tears to Tiara』挿入歌。原曲のボーカルはD.Terada。2012年発売のSuaraベストアルバム「The Best〜タイアップコレクション〜」Special Discにも収録された。
10. 旅立つ人へ
作詞：U、作曲：松岡純也
  - 原曲はSuaraの2ndアルバム『夢路』収録。
11. ガーネット
作曲：奥華子
  - 原曲は映画『時をかける少女』主題歌。

隠しトラックとして、AQUAPLUSやLeafのゲーム作品で使用されているBGMのアレンジ「NAGASE NO THEME」（作曲：下川直哉）が収録されている。